# اولی ایسواهو
اولی ایسواهو (فنلاندی: Olli Isoaho؛ زادهٔ ۲ مارس ۱۹۵۶) بازیکن فوتبال اهل فنلاند بود.
از باشگاه‌هایی که در آن بازی کرده‌است می‌توان به باشگاه فوتبال هلسینکی و باشگاه فوتبال آرمینیا بیله‌فلد اشاره کرد.
وی همچنین در تیم ملی فوتبال فنلاند بازی کرده‌است.